# Broek (landschap)

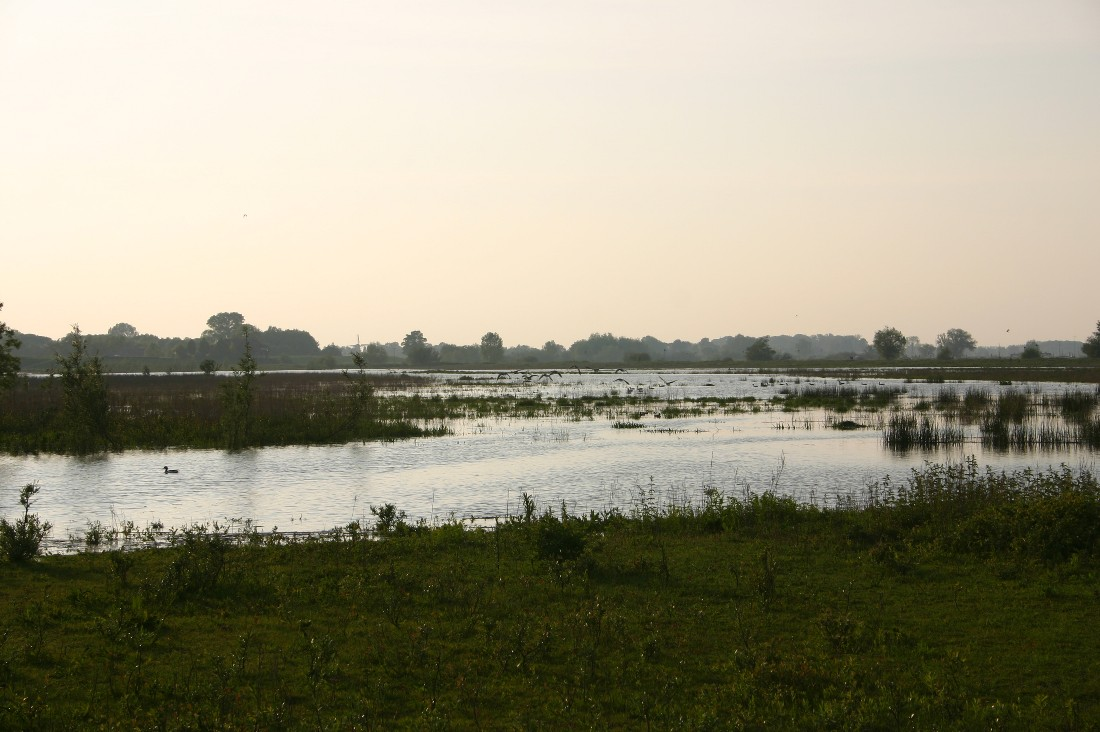
Overstroomde uiterwaarden van de IJssel bij Deventer

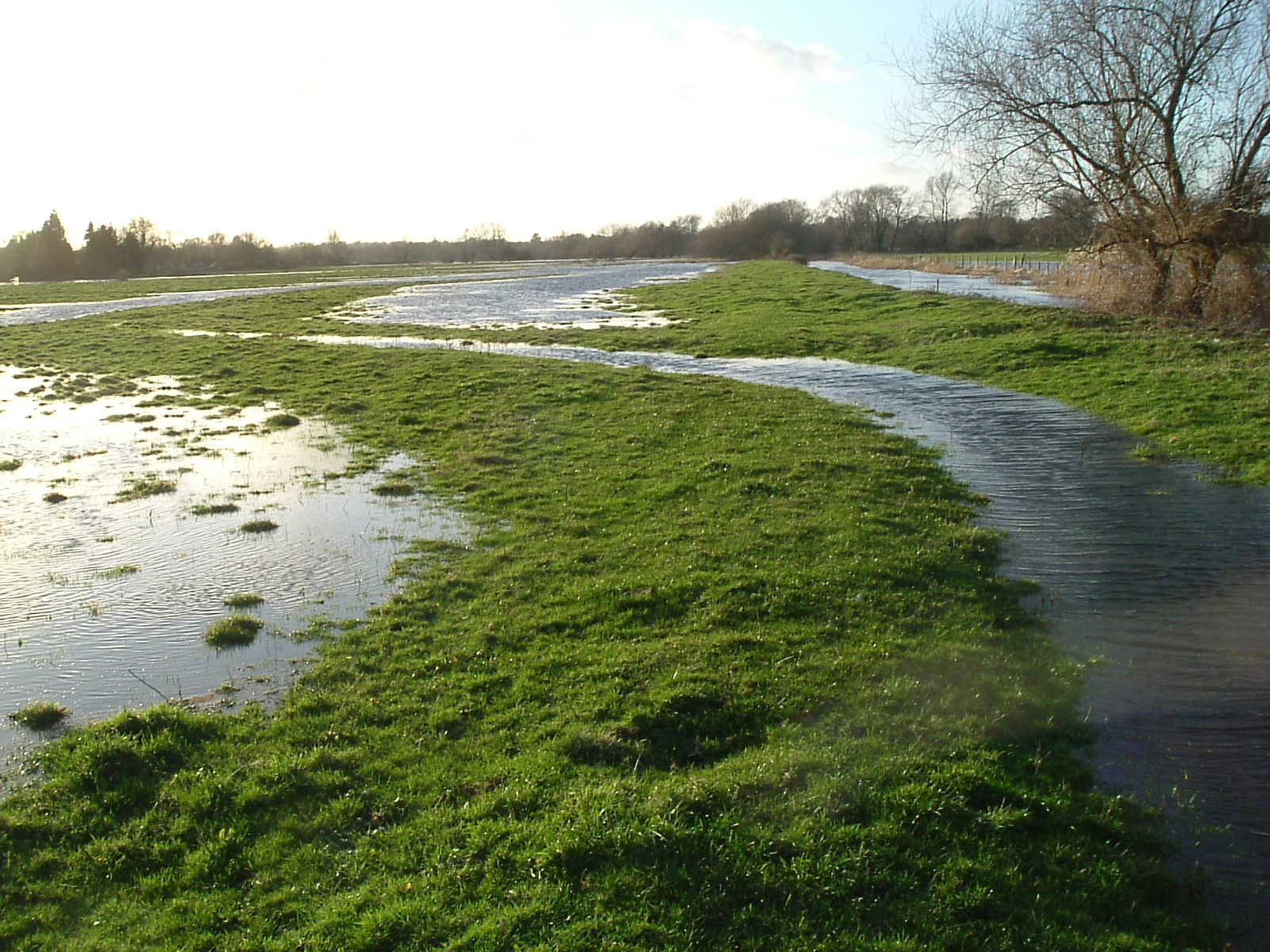
Door winterregens nat broeklandschap bij Fordingbridge, Hampshire, Engeland

Een broek is een laaggelegen gebied dat blijvend nat is. Dit kan komen door kwel (opwellend grondwater) of door een rivier of beek die regelmatig overstroomt en in sommige winters het land langere tijd overspoelt.
Qua schaalgrootte en landschap kan een broek variëren van een moerassig stuk veengrond tot uitgestrekte uiterwaarden (kleigrond). Veel broeklanden zijn ongeschikt voor agrarische doeleinden omdat ze te nat zijn, maar sommige kunnen worden begraasd in de drogere perioden.
Een sterk begroeid stuk broekland wordt broekbos genoemd. Wordt dit geëxploiteerd, dan kan een griend ontstaan. Er kunnen bijvoorbeeld wilgentenen of rietbossen gesneden worden, maar mechanisatie is nauwelijks mogelijk omdat machines wegzinken in de drassige bodem.
Een bekend en uitgestrekt broek was het Bossche Broek, dat 's-Hertogenbosch beschermde tegen vijandelijke legers, zodat de stad de Moerasdraak genoemd werd. Pas nadat Frederik Hendrik grote waterwerken had laten uitvoeren slaagde zijn beleg van 1629.

## Taalkundig
Het woord broek is in de landschappelijke betekenis onzijdig: het broek. Het is nauw verwant aan het Duitse Bruch (moeras) en het Engelse brook (beek) en is afgeleid van het Germaanse woord broka wat moeras betekent. Mogelijk is dit verwant is aan het Keltische brogilo, dat terugkomt in namen als Brielle en Bruil, en gebruikt wordt voor (vaak bosachtige) moerassige terreinen.
Veel plaatsen in Nederland en Vlaanderen zijn genoemd naar dit landschap; zie Broek (toponiem). Achternamen als Van den Broek, Oudenbroek, Vandenbroucke of Uit het Broek verwijzen naar dit landschapstype of naar het toponiem.